# Bere
Bere is een dorp in het district Ghanzi in Botswana. De plaats telt 559 inwoners (2011).